# Parque nacional volcánico Lassen
El Parque Nacional Volcánico de Lassen (en inglés Lassen Volcanic National Park) es un parque nacional de los Estados Unidos de América situado al norte del estado de California. La cumbre principal es el pico Lassen, que pertenece a la cordillera de las Cascadas (Cascade Range). El área alrededor del pico Lassen sigue activa con fenómenos tales como aguas termales y fumarolas y es uno de los pocos lugares del planeta que tiene cuatro tipos de volcanes. El parque se encuentra en el condado de Shasta.

## Historia
Los nativos americanos habitaban la región mucho antes de la llegada de los colonos europeos. A partir de los años 1850-51 hubo testimonios que aseguraban haber visto cenizas expulsadas por los conos volcánicos en la región.
El área de Lassen fue protegida por vez primera siendo designada como reserva bosque del pico Lassen (Lassen Peak Forest Preserv). El pico Lassen y Cinder Cone fueron proclamados más tarde, en mayo de 1907, como monumento nacional por el presidente Theodore Roosevelt. en virtud de la ley de Antigüedades (Estados Unidos) («Antiquities Act») de 1906.
A partir de mayo de 1914 y hasta 1921, una serie de pequeñas a grandes erupciones se produjeron en Lassen. Estos acontecimientos crearon un nuevo cráter y expulsaron lava y una gran cantidad de ceniza. Afortunadamente, debido a las advertencias, no hubo muertos, pero varias casas a lo largo de los arroyos de la zona fueron destruidas. Debido a la actividad eruptiva, que continuó hasta 1917, y a la belleza volcánica de la zona, el pico Lassen y Cinder Cone y sus alrededores fueron declarados como parque nacional el 9 de agosto de 1916.